# Michael S. Comay

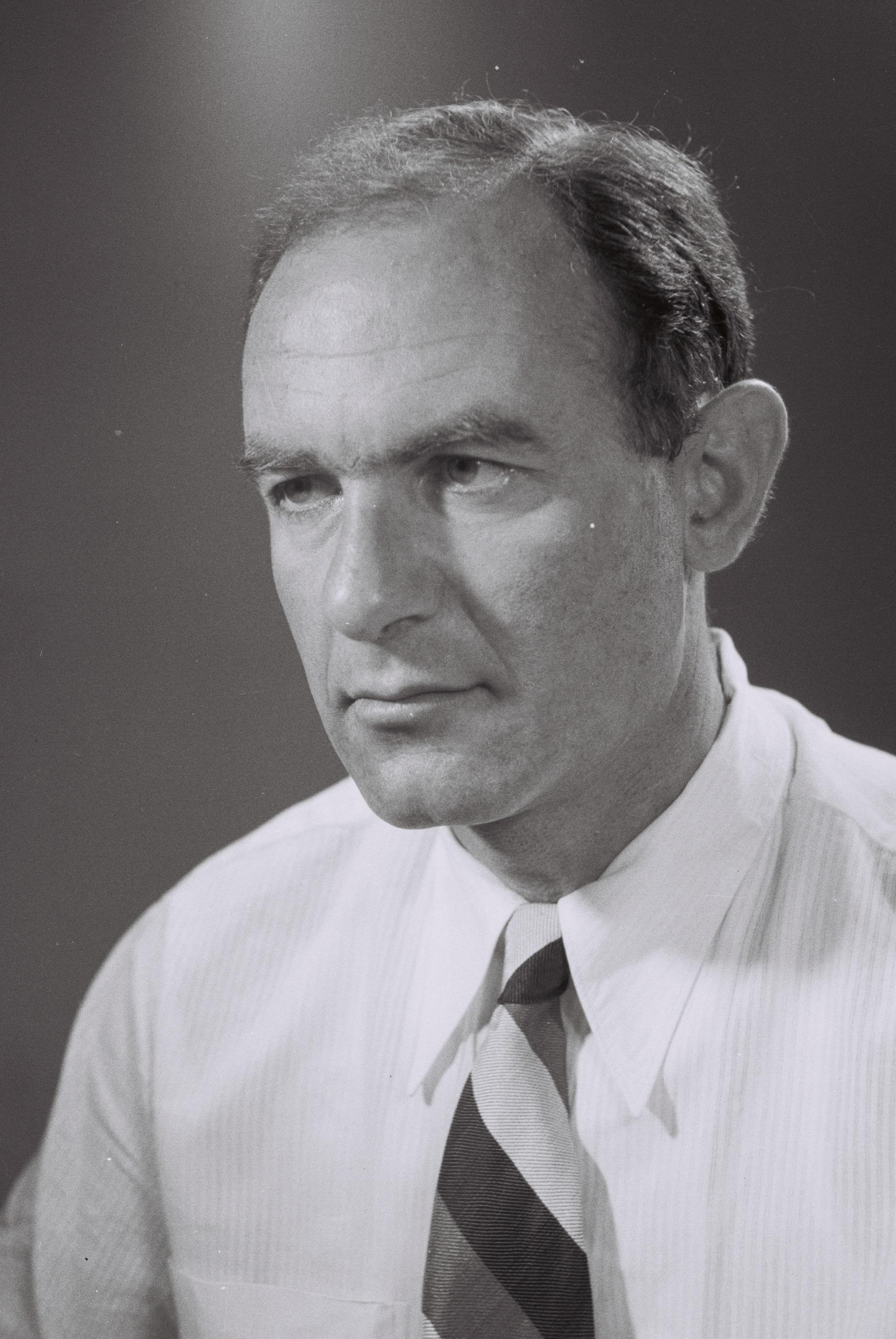
Michael S. Comay (1958)

Michael Saul Comay (* 1908 in Kapstadt, Südafrikanische Union; † 6. November 1987 in Jerusalem) war ein israelischer Diplomat.
Comay wuchs in Südafrika auf und studierte Rechtswissenschaften. Während des Zweiten Weltkrieges diente er in der Infanterie der südafrikanischen Armee (Union Defence Force) im Rang eines Major und kam unter anderem in Nordafrika zum Einsatz. Nach Kriegsende gab Comay seine Arbeit als Rechtsanwalt in Kapstadt auf und emigrierte mit seiner Frau und seinen zwei Kindern in das britische Mandatsgebiet Palästina. Dort wurde er für die Jewish Agency tätig.
Während seiner diplomatischen Karriere fungierte Comay unter anderem von 1953 bis 1957 als israelischer Botschafter in Kanada, von 1960 bis 1967 als ständiger Vertreter Israels bei den Vereinten Nationen in New York, sowie von 1970 bis 1973 als israelischer Botschafter im Vereinigten Königreich.
1979 schied Comay aus dem diplomatischen Dienst aus und verbrachte seinen Lebensabend zusammen mit seiner Frau in Jerusalem. Dort starb er November 1987 im Alter von 79 Jahren.